# Юлія Єфремова
Юлія Єфремова (нар. 14 лютого 1985) — колишня російська тенісистка.
Найвищу одиночну позицію світового рейтингу — 285 місце досягла 14 листопада 2005, парну — 193 місце — 20 лютого 2006 року.
Здобула 1 одиночний та 10 парних титулів туру ITF.

## Фінали ITF
| турніри $100,000 |
| турніри $75,000  |
| турніри $50,000  |
| турніри $25,000  |
| турніри $10,000  |

### Одиночний розряд: 1 (1 перемога)
| Результат | Ранг | Дата           | Турнір                  | Покриття | Суперниця   | Рахунок       |
| --------- | ---- | -------------- | ----------------------- | -------- | ----------- | ------------- |
| Перемога  | 1.   | 19 грудня 2004 | ITF Джакарта, Індонезія | Тверде   | Jung Yoo-mi | 3–6, 6–1, 6–3 |

### Парний розряд: 15 (10–5)
| Результат | Ранг | Дата             | Турнір                    | Покриття | Партнерка                   | Суперниці                          | Рахунок          |
| --------- | ---- | ---------------- | ------------------------- | -------- | --------------------------- | ---------------------------------- | ---------------- |
| Перемога  | 1.   | 21 липня 2002    | ITF Алжир, Алжир          | Ґрунт    | Олександра Костікова        | Зузанне Філіпп Андреа Масарикова   | 6–2, 6–4         |
| Перемога  | 2.   | 13 квітня 2003   | ITF Мумбаї, Індія         | Тверде   | Людмила Ріхтерова           | Акгуль Аманмурадова Ху Чін-Бі      | 7–5, 7–5         |
| Поразка   | 1.   | 8 червня 2003    | ITF Анкара, Туреччина     | Ґрунт    | Габріела Веласко Андреу     | Світлана Мосякова Ольга Лазарчук   | 4–6, 1–6         |
| Перемога  | 3.   | 27 червня 2004   | ITF Протвіно, Росія       | Тверде   | Василіса Бардіна            | Марія Гугель Олена Чалова          | 6–3, 6–2         |
| Поразка   | 2.   | 4 липня 2004     | ITF Красноармійськ, Росія | Тверде   | Бардіна Василіса Олексіївна | Катерина Бичкова Василіса Давидова | 6–7(4), 0–6      |
| Поразка   | 3.   | 2 серпня 2004    | ITF Віго, Іспанія         | Тверде   | Сандра Волк                 | Андреа Бенітес Естафанія Грасіун   | 5–7, 4–6         |
| Поразка   | 4.   | 13 грудня 2004   | ITF Джакарта, Індонезія   | Тверде   | Ю Мі                        | Аю Фані Дамаянті Септі Менде       | 6–4, 0–6, 5–7    |
| Перемога  | 4.   | 19 грудня 2004   | ITF Джакарта, Індонезія   | Тверде   | Yoo Mi                      | Чан Кйон Мі Лі Є Ра                | 6–3, 6–3         |
| Перемога  | 5.   | 7 березня 2005   | ITF Беналла, Австралія    | Трава    | Юань Мен                    | Лорен Чанґ Ліса Д'Амеліо           | 6–4, 6–3         |
| Перемога  | 6.   | 20 березня 2005  | ITF Ярравонґа, Австралія  | Трава    | Лара Пікон                  | Емілі Г'юсон Ніколь Кріз           | 6–4, 6–3         |
| Перемога  | 7.   | 9 квітня 2005    | ITF Мумбаї, Індія         | Тверде   | Чжань Цзіньвей              | Санаа Бгамбрі Міхаела Бузернеску   | 6–2, 6–1         |
| Перемога  | 8.   | 4 липня 2005     | ITF Красноармійськ, Росія | Тверде   | Анна Бастрікова             | Катерина Лопес Олена Чалова        | 6–2, 7–6(3)      |
| Перемога  | 9.   | 21 серпня 2005   | ITF Нанкін, КНР           | Тверде   | Сє Яньцзе                   | Томоко Суґано Акіко Йонемура       | 6–4, 6–3         |
| Перемога  | 10.  | 6 листопада 2005 | Busan Challenger, Корея   | Тверде   | Вінне Пракуся               | Окамото Сейко Такасе Аямі          | 6–4, 6–7(6), 6–1 |
| Поразка   | 5.   | 4 травня 2008    | ITF Адана, Туреччина      | Ґрунт    | Діана Ісаєва                | Гюля Есен Лютфіє Есен              | 7–5, 1–6, [4–10] |